# Єременко Дмитро Сергійович
Дмитро́ Сергі́йович Єре́менко (нар. 20 червня 1990, Харків) — український футболіст, півзахисник. Чемпіон Європи серед юнаків (U-19) 2009 року.

## Клубна кар'єра
Вихованець футбольних шкіл Харкова, у дитячо-юнацькій футбольній лізі за різні команди провів 92 матчі, забив 9 голів.
Професіональну кар'єру розпочав у луцькій «Волині», дебютний матч у першій лізі чемпіонату України провів 5 квітня 2007 року проти «Львова» (перемога 2:0). Тренер «Волині» Віталій Кварцяний називав Дмитра найперспективнішим гравцем своєї команди, пророкуючи велике майбутнє футболістові.
Восени 2007 року перейшов до київського «Динамо-2», за який провів 22 матчі і забив 1 гол.

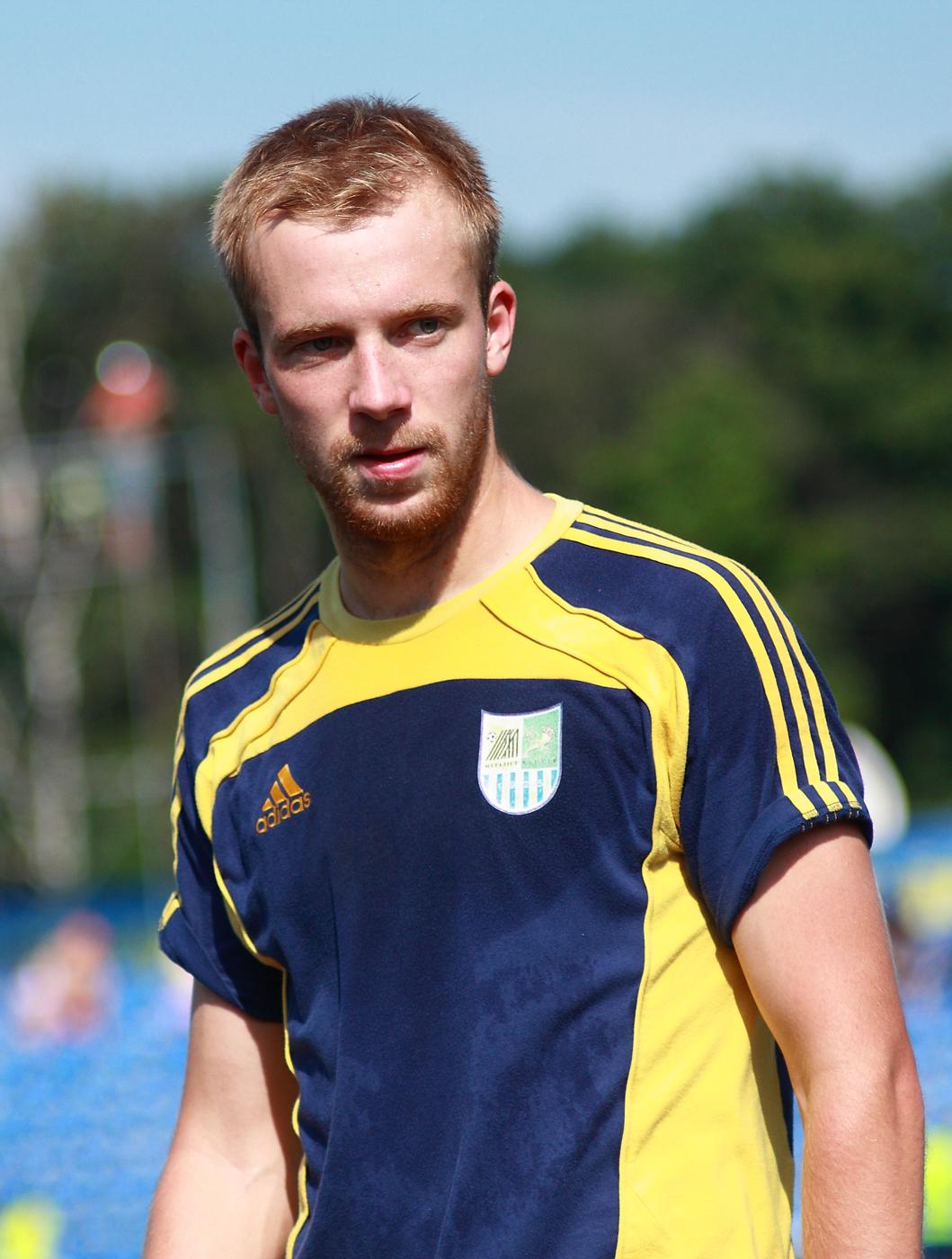
Дмитро Єременко під час виступів за «Металіст». 16 липня 2011 року.

З 31 липня 2009 року на півроку повертався до «Волині» як орендований гравець, після чого продовжив виступи у другій «динамівській» команді.
У серпні 2010 року перейшов до запорізького «Металурга», проте за підсумками наступного сезону «Металург» зайняв останнє місце в Прем'єр-лізі і вилетів у першу лігу.
Тому в липні 2011 року Єременко підписав трирічний контракт з харківським «Металістом». Але за наступний сезон Дмитро провів лише три матчі в основній команді, виступаючи здебільшого за молодіжну команду.
Через це влітку 2012 року Єременка було віддано в оренду до кінця року в полтавську «Ворсклу». Вже в першому матчі за нову команду 28 липня Єременко забив гол, який став для нього першим у елітному дивізіоні і допоміг клубу обіграти львівські «Карпати» з рахунком 3:1. Проте закріпитись в складі полтавського клубу Дмитро не зумів, зігравши до кінця року лише у 6 матчах чемпіонату.
У вересні 2013 року на правах оренди перейшов в чеський «Богеміанс 1905». В основі клубу не закріпився, переважно виходивши на заміну. Під час перебування в чеському клубі ніяк не міг вивчити чеську мову, йому перекладав одноклубник Роман Артемук, із яким Єременко багато спілкувався.
У липні 2014 р. перейшов до «Олімпіка» (Донецьк) — дебютанта Прем'єр-ліги.
У квітні 2015 року підписав контракт з клубом білоруського чемпіонату СФК «Слуцьк». Починав сезон як гравець основи, але 25 квітня в матчі проти «Мінська» отримав травму, через яку вибув до червня. 1 липня 2015 року контракт зі «Слуцком» був розірваний за обопільною згодою.
У серпні 2015 року став гравцем ужгородської «Говерли».
На початку липня 2016 року перейшов до складу клубу «Оболонь-Бровар».

## Виступи за збірні
Має досвід виступів за збірні команди України юнаків починаючи з 17-річного віку. Дебют у футболці збірної відбувся 25 квітня 2007 року у матчі збірної України (U-17) проти однолітків з Нідерландів (поразка 0:2). Влітку того ж року брав участь у юнацькому чемпіонаті Європи серед 17-річних, на якому зіграв у всіх трьох матчах команди на турнірі.
У складі збірної України U19 — чемпіон Європи 2009 року. Під час фінальної частини чемпіонату, що проходила у Донецьку і Маріуполі, взяв участь в усіх п'яти матчах української команди.
З 2010 по 2011 рік був гравцем молодіжної збірної України, за яку зіграв чотири матчі.

## Досягнення
- Чемпіон Європи серед юнаків (U-19) 2009 року